# Сан Анџело (Тексас)
Сан Анџело (енгл. San Angelo) град је у америчкој савезној држави Тексас. По попису становништва из 2010. у њему је живело 93.200 становника.

## Демографија
Према попису становништва из 2010. у граду је живело 93.200 становника, што је 4.761 (5,4%) становника више него 2000. године.
| Група             | 2000.          | 2010.          |
| Белци             | 52.934 (59,9%) | 50.663 (54,4%) |
| Афроамериканци    | 4.185 (4,7%)   | 4.313 (4,6%)   |
| Азијати           | 844 (1,0%)     | 1.059 (1,1%)   |
| Хиспаноамериканци | 29.321 (33,2%) | 35.862 (38,5%) |
| Укупно            | 88.439         | 93.200         |